# Haleakalā

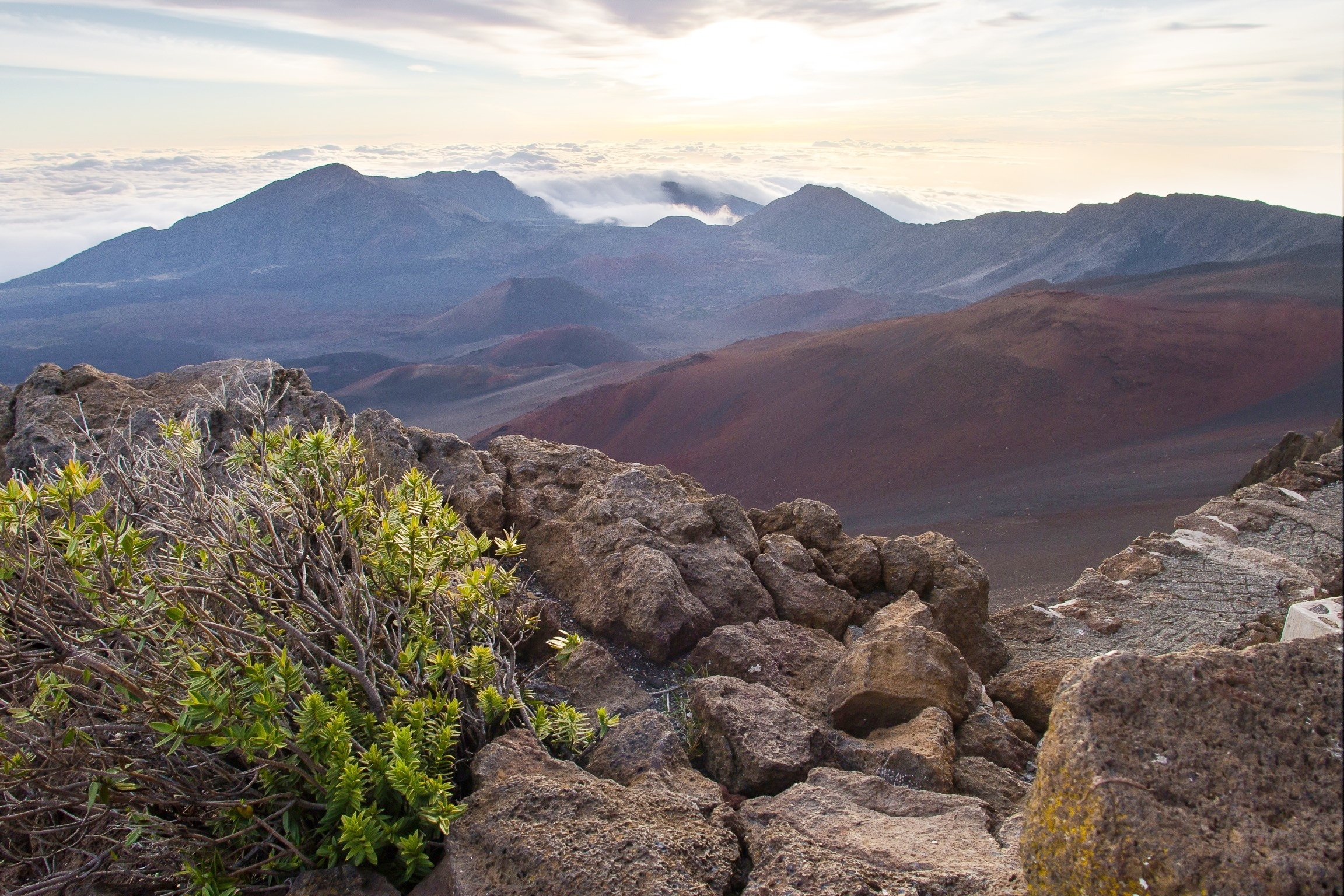
Mặt trời mọc ở Haleakalā

Haleakalā (/ˌhɑːliːˌɑːkəˈlɑː/; Hawaiian: [ˈhɐlɛˈjɐkəˈlaː]), hay núi lửa phía Đông Maui, là một ngọn núi lửa đồ sộ hình thành nên hơn 75% hòn đảo Hawaii Maui. Phía tây 25% hòn đảo được hình thành bởi một ngọn núi lửa khác, Mauna Kahalawai, còn được gọi là dãy núi phía Tây Maui.
Đỉnh cao nhất của Haleakalā ("ngôi nhà của mặt trời"), ở độ cao 10,023 feet (3,055 m), là Pu'u'Ula'ula (Đồi Đỏ). Từ đỉnh núi, nhìn xuống một chỗ lõm lớn khoảng 11,25 km (7 mi), rộng 3,2 km (2 mi) và sâu gần 800 m (2.600 ft). Các bức tường xung quanh là dốc đứng và hầu như không có cây cối xung quanh với rải rác các nón núi lửa.